# Юнкер
 Тази статия е за званието.  За председателя на ЕК вижте Жан-Клод Юнкер.  
Ю̀нкер е аристократическа титла или военно звание.

## Произход
Думата има немски произход и е контракция на израза млад господин: от Junger – млад, и Herr – господин.

## Прусия
През 19 век с термина юнкери са се наричали членовете на висшата аристокрация в Прусия.

## Източна Прусия
Название на дворяните земевладелци в Източна Прусия през 16 – 20 век и на германските помещици като цяло. Заема господстващо положение във всички сфери на държавната и политическа сфери. Юнкерството е силна опора на феодално-абсолютистката реакция в Европа.

## Нацистка Германия
По време на Третия райх юнкери са се наричали кандидатите за първо офицерско звание в организацията СС. Първоначално то се е приравнявало на шарфюрер в СС, по-късно на унтершарфюрер в СС. В края на Втората световна война от юнкери, служещи в СС, е сформирана 38-а гренадирска дивизия на СС Нибелунген.

## Русия
Това е военно звание в Руската армия до 1918 г., което се нарежда между званията унтерофицер и оберофицер. Званието са получавали военнослужещи, явяващи се кандидати за придобиване на първо оберофицерско звание, както и учащите се във военно учебни заведения (военни и юнкерски училища, школи) в Русия.

## България
Юнкери са наричани курсантите във Военното училище в София. Старшите курсанти са имали звание „портупей-юнкер“.